# La memoria infinita
La memoria infinita is een Chileense documentaire uit 2023, geregisseerd door Maite Alberdi. 

## Verhaal
De documentaire volgt de relatie tussen de Chileense actrice Paulina Urrutia en de Chileense journalist Augusto Góngora die al 23 jaar samen zijn. Acht jaar geleden werd Augusto gediagnostiseerd met de Ziekte van Alzheimer en sindsdien zorgt Paulina voltijds voor hem.

## Release en ontvangst
De film ging op 21 januari 2023 in première op het Sundance Film Festival in de World Cinema Documentary Competition waar hij de Grand Jury Prize won. In februari van dat jaar had hij zijn Europese première op het Internationaal filmfestival van Berlijn. De film kreeg overwegend positieve kritieken van de filmcritici, met een score van 93% op Rotten Tomatoes, gebaseerd op 70 beoordelingen. Hij werd in 2024 genomineerd voor een Oscarnominatie voor beste documentaire.

## Prijzen en nominaties
De belangrijkste:
| Jaar | Prijs          | Categorie                    | Genomineerde(n)              | Uitslag     |
| ---- | -------------- | ---------------------------- | ---------------------------- | ----------- |
| 2024 | Academy Awards | Beste documentaire           | Beste documentaire           | Genomineerd |
| 2024 | Premios Goya   | Beste Ibero-Amerikaanse film | Beste Ibero-Amerikaanse film | Gewonnen    |